# Йонче Снегар
Йонче П. Снегар или Йонче Снегаров е български книжовник от Охрид, преведач от гръцки език на родното си, охридско наречие.

## Биография
Роден е в Охрид, махала Панданос. Майка му, Кира, е потомка на Кузман капитан. Учи в гръцко училище, вероятно при Димитър Миладинов. Работи като кюркчия (кожухар), по-късно - като бакалин.

Превежда богослужебни текстове и поучителни слова от гръцки език. В 1870 година съставя сборник дамаскин и неголям гръцко-български речник. В бележка към ръкописа с гръцки букви Снегар отбелязва:
| „ | „Ева се писа от мен, Иончета П. Снегар от Охрит на 1870, Априлúу на 25. Преписано от гарцки язик на булгарски от Тисаврос Дамаскину.” | “ |

Освен произведения на Дамаскин Студит Йонче Снегар превежда жития на светци – Наум Охридски, Иван Владимир, Свети Еразъм и други.
Умира през 1882 г. при злополука с кон.
Ръкописите на Йонче Снегар са запазени в архива на неговия син, Иван Снегаров, съхраняван в Научния архив на БАН.